# Kabinett Taft

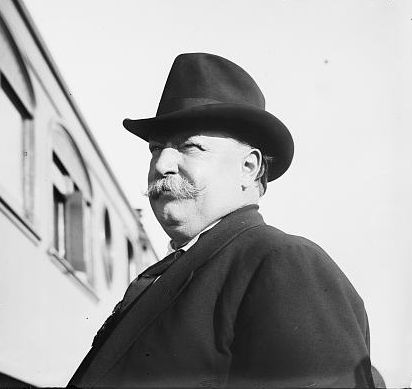
William Howard Taft, 27. Präsident der Vereinigten Staaten

William Howard Taft trat im März 1909 die Nachfolge seines republikanischen Parteifreundes Theodore Roosevelt als Präsident der Vereinigten Staaten an. Nach nur einer Amtsperiode musste er das Weiße Haus aber wieder  verlassen, da neben dem Demokraten Woodrow Wilson auch sein Vorgänger Roosevelt bei der Präsidentschaftswahl 1912 antrat und die republikanische Wählerschaft daher gespalten war. Beide erhielten mehr Wahlmänner im Electoral College als Taft.
Während Tafts vierjähriger Präsidentschaft gab es in seinem Kabinett nur sehr wenige personelle Wechsel; lediglich Kriegsminister Dickinson und Innenminister Ballinger schieden vorzeitig aus dem Amt. Allerdings verlor Taft seinen Vizepräsidenten James S. Sherman, der im Oktober 1912, eine Woche vor der Präsidentschaftswahl, verstarb. Die Berufung eines Nachfolgers erlaubte die Verfassung zu diesem Zeitpunkt noch nicht.
Taft, der im Kabinett Roosevelt selbst als Kriegsminister amtiert hatte, berief drei Minister, die ebenfalls unter seinem Vorgänger gedient hatten, in sein Kabinett. James Wilson blieb weitere vier Jahre Landwirtschaftsminister, George von Lengerke Meyer wechselte vom Post- ins Marineministerium und der ehemalige Justizminister Philander C. Knox übernahm die Leitung des State Department.

## Mehrheit im Kongress
| Präsident                         | Präsident               | Kongress | Haus    | Haus    | Senat | Senat              | Gesamt | Gesamt             |
| --------------------------------- | ----------------------- | -------- | ------- | ------- | ----- | ------------------ | ------ | ------------------ |
|                                   | William Howard Taft (R) | 61.      |         | 219/391 |       | 60/92              |        | Unified government |
| 62.                               | William Howard Taft (R) |          | 163/394 | 52/96   |       | Divided government |        |                    |
| Quelle: Repräsentantenhaus, Senat |                         |          |         |         |       |                    |        |                    |

## Das Kabinett
| Ressort / Amt                                        | Amtsinhaber                | Partei | Partei           | Zeitraum  | Bild |
| ---------------------------------------------------- | -------------------------- | ------ | ---------------- | --------- | ---- |
| Präsident der Vereinigten Staaten                    | William Howard Taft        |        | Republikaner (R) | 1909–1913 |      |
| Vizepräsident der Vereinigten Staaten                | James Schoolcraft Sherman  |        | R                | 1909–1912 |      |
| Vizepräsident der Vereinigten Staaten                | vakant                     |        |                  | 1912–1913 |      |
| Ministerämter                                        |                            |        |                  |           |      |
| Außenminister der Vereinigten Staaten                | Philander Chase Knox       |        | R                | 1909–1913 |      |
| Finanzminister der Vereinigten Staaten               | Franklin MacVeagh          |        | R                | 1909–1913 |      |
| Kriegsminister der Vereinigten Staaten               | Jacob McGavock Dickinson   |        | Demokrat (D)     | 1909–1911 |      |
| Kriegsminister der Vereinigten Staaten               | Henry Lewis Stimson        |        | R                | 1911–1913 |      |
| Marineminister der Vereinigten Staaten               | George von Lengerke Meyer  |        | R                | 1909–1913 |      |
| Justizminister der Vereinigten Staaten               | George Woodward Wickersham |        | R                | 1909–1913 |      |
| Postminister der Vereinigten Staaten                 | Frank Harris Hitchcock     |        | R                | 1909–1913 |      |
| Innenminister der Vereinigten Staaten                | Richard Achilles Ballinger |        | R                | 1909–1911 |      |
| Innenminister der Vereinigten Staaten                | Walter Lowrie Fisher       |        | R                | 1911–1913 |      |
| Landwirtschaftsminister der Vereinigten Staaten      | James Wilson               |        | R                | 1909–1913 |      |
| Handels- und Arbeitsminister der Vereinigten Staaten | Charles Nagel              |        | R                | 1909–1913 |      |